# Kay Burley

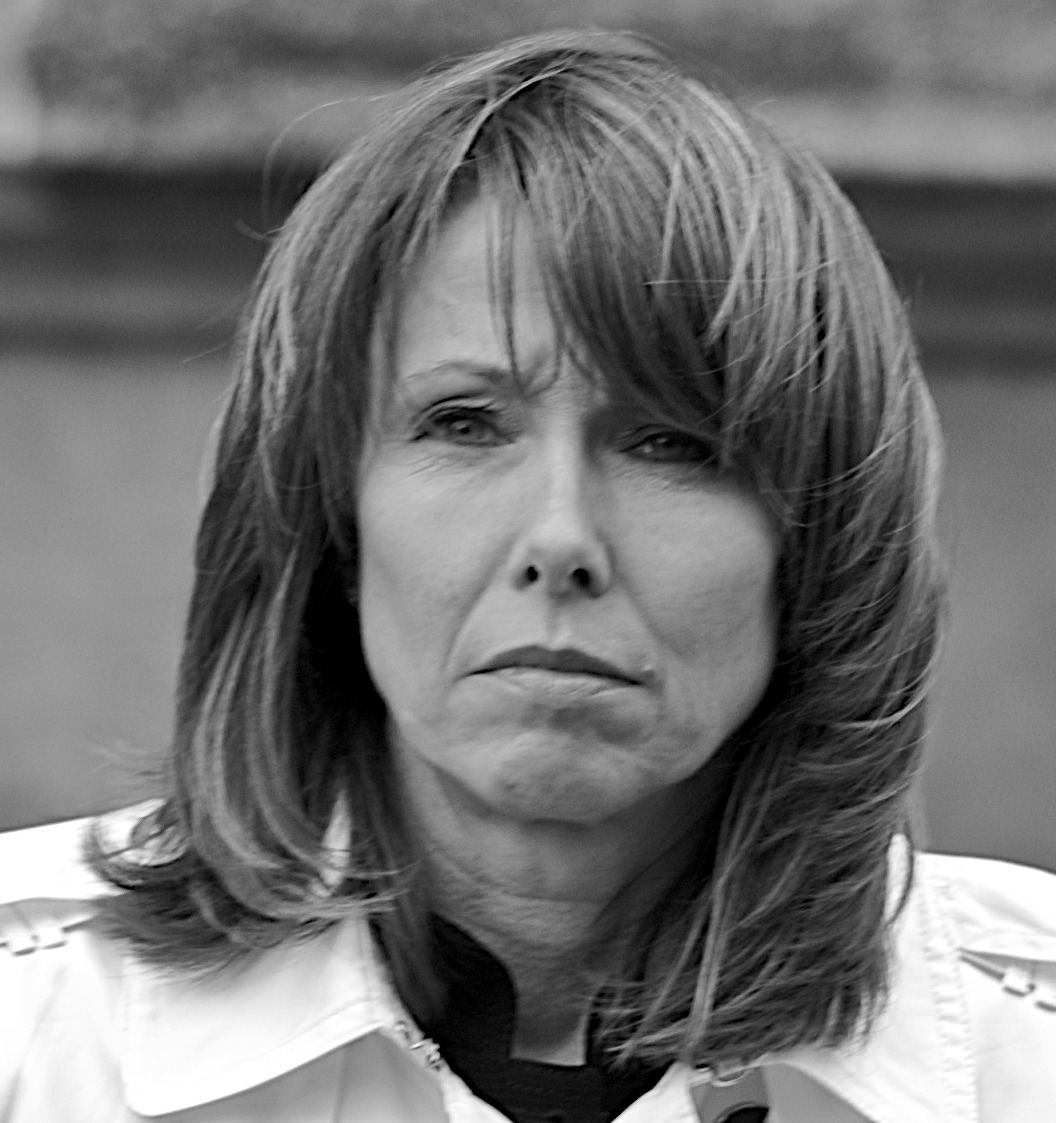
Kay Burley in 2009

Kay Burley (17 december 1960) is een Engelse nieuwslezer bij Sky News. Ze is een van de presentatrices van het eerste uur, en werkt al sinds 1988 voor de zender.